# 王春泉
王春泉（1913年—1969年），原名王士元，男，天津人，中国电影摄影师，曾任中国电影家协会理事。